# Де Корсия, Тед
Тед де Корсия (англ. Ted de Corsia); 29 сентября 1903 года — 11 апреля 1973 года) — американский актёр радио, кино и телевидения, более всего известный ролями «крупных и крепких злодеев в фильмах нуар и вестернах 1940-50-х годов»
Типичный персонаж де Корсия — это «здоровенный, наглый, часто грубый, угрожающий злодей с толстой шеей… Габариты Де Корсии, почерпнутая на нью-йоркских улицах грубоватая, угрюмая манера держаться и хриплый, сиплый голос делали его идеальным кандидатом на роли уличных бандитов и главарей преступных банд».
В 1947—1957 годах де Корсия сыграл роли разнообразных злодеев в таких классических фильмах нуар, как «Леди из Шанхая» (1947), «Обнажённый город» (1948), «Насаждающий закон» (1951), «Поворотная точка» (1952), «Волна преступности» (1954), «Большой ансамбль» (1955), «Убийство» (1956) и «Оттенок алого» (1956). "Иногда он пародировал своих отрицательных персонажей в таких комедиях, как «Семья Кеттл в Озарке» (1956) и «Потанцуй со мной, Генри» (1956). Наиболее значимыми вестернами с участием де Корсия стали «Беглецы» (1950), «Долина мести» (1951), «Человек с оружием» (1955), «Перестрелка в О. К. Коррал» (1957), «Невада Смит» (1966) и «Пятикарточный покер» (1968). Памятными фильмами с участием де Корсия были также мелодрама по Теодору Драйзеру «Место под солнцем» (1951), приключенческие фильмы «20 000 льё под водой» (1954) по Жюлю Верну и «Флибустьер» (1958), а также музыкальная драма «Джокер» (1957) .

## Ранние годы жизни
Эдвард де Корсия родился 29 сентября 1905 года в нью-йоркском районе Бруклин в семье водевильного актёра из Техаса. Из-за постоянных переездов семьи из города в город де Корсия успел походить в школу в Нью-Йорке, Филадельфии, Чикаго, Детройте и других городах. Ещё в юном возрасте де Корсия проявил влечение и навыки к актёрской работе. Свой первый актёрский опыт он приобрёл ещё в шестилетнем возрасте в составе гастролирующих театральных трупп.

## Работа на радио
Карьера де Корсия на радио началась в 1939 году, когда он стал сержантом Вили в детективном радиосериале «Приключения Эллери Куина». На радио де Корсия «прошёл практически через всё — начиная от новостной хроники типа „Марш времени“ (где он говорил голосами президента Герберта Гувера, Хьюи Лонга и Бенито Муссолини) до детективных и приключенческих передач вроде „Тени“». На протяжении 1940-х годов его хриплый голос звучал в радиопрограммах «Большой город», «Кавалькада Америки», «Тень», «Театр Форда», «Ночной бит», «Ричард Даймонд», «Этот Хаммер», «Терри и пираты» и многих других. Он исполнял главные роли в двух радиосериалах — «Джо и Мэйбел» (1941—1942) на NBC и «Преследование» (1949—1950) на CBS. На протяжении 1940-х годов де Корсия оставался «надёжной рабочей лошадкой на радио, пока не отправился в Голливуд для работы у Орсона Уэллса».
Когда в начале 1950-х годов работа в кино и на телевидении стала занимать всё больше времени, де Корсия ушёл с радио. Однако между ролями в кино и на телевидении он продолжал работать на радио, в частности, в таких программах, как «Ночной бит», «Одинокий рейнджер», «Радиомастерская CBS».

## Работа в кино
Хотя время от времени де Корсия «играл положительных героев, таких как судья или тюремный охранник, значительно чаще он снимался в ролях кровожадных уличных бандитов, лидеров преступных группировок или боссов организованной преступности». «Один из великих бандитов классического нуара, он как будто родился с ухмылкой на губах и напомаженной головой. В фильме за фильмом он был самым большим аморальным типом, проходя по жизни преступным путём, плетя интриги, пожирая глазами дамочек, пачками избивая лохов и болванов». «На протяжении последующих трёх десятилетий он понемногу делал всё — как любой великий характерный актёр — но его основная линия была плохой парень с прищуренным, косым взглядом».
«Своей харизмой он усиливал каждый фильм, в котором играл, но надо также отметить, что он был настоящим профессионалом и преданным мастером своего дела».

### Фильмы нуар
На протяжении своей карьеры де Корсия «работал с такими режиссёрами, как Орсон Уэллс, Жюль Дассен, Аллан Двон и Стэнли Кубрик. Он отлично умел подать каждую строку текста с ухмылкой и огоньком».
Де Корсия дебютировал в кино в запоминающейся роли в фильме нуар Орсона Уэллса «Леди из Шанхая» (1947), показав себя «как полностью сформировавшийся экранный персонаж». В этом фильме он сыграл «мерзавца с зачёсанными назад волосами и верхней губой, прилипшей к зубам», которого в конце концов убивают.
В своём следующем крупном фильме нуар, полудокументальной драме «Обнажённый город» (1948) де Корсия сыграл грабителя и безжалостного убийцу Вилли Гарзаха, бывшего борца, который любит играть на губной гармошке. Несколькими ударами он лишает сознания детектива, после чего скрывается на улицах Нью-Йорка, пока полиция не выслеживает его в памятной сцене на Вильямсбургском мосту и убивает его в тот момент, когда он забирается на самый его верх.
"Одной из самых запоминающихся ролей де Корсия стала роль главаря банды наёмных убийц Джозефа Рико, который соглашается дать показания в суде в криминальном триллере «Насаждающий закон» (1951) с Хамфри Богартом в главной роли ". В этой картине де Корсия «отлично создаёт образ трясущегося от страха труса под личиной крутого парня».
В нуаровом триллере «Волна преступности» (1954) де Корсия играет главаря тройки сбежавших из тюрьмы бандитов, который пытается уйти от преследования одержимого копа в исполнении Стерлинга Хэйдена. В нуаре «Оттенок алого» (1956) де Корсия предстаёт в образе безжалостного криминального босса крупного города, который решает уничтожить кандидата в мэры, намеренного развернуть мощную антикоррупционную кампанию. Наконец, в нуаре Стенли Кубрика «Убийство» (1956) де Корсия играет роль аморального копа, входящего в банду, которая грабит денежное хранилище на ипподроме.
В своём последнем фильме, нео-нуаровой криминальной драме «Человек умер» (1972) Жака Дерэ, персонажа де Корсия, мафиозного босса Виктора, убивают в начале фильма, но позднее на собственных похоронах он предстаёт как мумифицированный труп в председательском кресле и с сигарой в руке.

### Вестерны
«Среди созданных де Корсия более 60 зловещих образов в кино 17 являются запоминающимися бандитами в вестернах, в том числе, в таких как „Беглецы“ (1950), „Перестрелка в Додж-сити“ (1957), „Лихие восьмидесятые“ (1957), „Сражение в Монтерее“ (1957) и „Петля для стрелка“ (1960)». Одним из самых гнусных и порочных среди созданных им образов стал Оди Мёрфи в фильме «Быстрое оружие» (1964). Исполнявшая в фильме главную женскую роль Мери Эндерс вспоминала, насколько идеально де Корсия подошёл на эту роль: «Его работа очень помогла мне, так как по роли я должна была быть настолько им напугана, что не могла бы говорить».
С возрастом Де Корсия стал довольно искусно играть вождей индейских племён, что он делал многократно в таких фильмах, как «Нью-Мексико» (1951), «Могавк» (1956), «Территория Оклахомы» (1960), а на телевидении — в сериалах «Есть оружие — будет путешествие» (1957) «Костяная нога» (1958—1959), «Сыромятная плеть» (1960—1964), «Даниэл Бун» (1965—1969) и «Высокий кустарник» (1970).

## Работа на телевидении
В конце 1950-х и в 1960-е годы де Корсия сыграл во многих телесериалах. Среди сотен его ролей на телевидении более половина относится к жанру вестерн, начиная от «Одинокого рейнджера» (1955) и заканчивая «Дымком из ствола» (1962—1966). Он также «угрожал звёздам» в телевестернах «Сломанная стрела» (1956), «Истории Уэллс Фарго» (1957), «Стрелок» (1958), «Калифорнийцы» (1957), «Кейси Джонс» (1957), «Преследование» (1958), «26 мужчин» (1958), «На страже закона» (1958—1961), «Всадники Маккензи» (1959), «Приграничный доктор» (1959), «Суровые всадники» (1959), «Бэт Мастерсон» (1959—1960), «Разыскивается живым или мёртвым» (1959—1960), «Тэйт» (1960), «Дакота» (1963), «Дикий дикий запад» (1969) и многие другие.
Кроме того, де Корсия много снимался в криминальных телесериалах, среди них «Майк Хаммер» (1958), «Стив Каньон» (1959), «Неприкасаемые» (1959—1962), «Сансет стрип, 77» (1959—1963), «Питер Ганн» (1960), «Перри Мейсон» (1964—1966), «Мэнникс» (1970), играл в мистических телесериалах, таких как «Альфред Хичкок представляет» (1959—1961), «Сумеречная зона» (1959—1964) и комедиях «Напряги извилины» (1965—1970), «Я мечтаю о Джинни» (1966) и «Манкиз» (1967—1968).

## Смерть
Де Корсия был женат дважды. С первой женой он развёлся в 1935 году и женился повторно в 1939 году. Во втором браке у него родились две дочери. Позднее он развёлся и проживал в Беверли-Хиллз.
Де Корсиа умер 11 апреля 1973 года от тромбоза сосудов головного мозга после двухнедельной госпитализации в больнице Энсино, Лос-Анджелес. Его останки были кремированы, и прах развеян над океаном.

## Фильмография

### Кинофильмы
- 1947 — Леди из Шанхая / The Lady from Shanghai — Сидни Брум
- 1947 — Бруклин, США / Brooklyn, U.S.A. (короткометражный) — Рассказчик
- 1948 — Обнажённый город / The Naked City — Гирзах
- 1949 — Жизнь Райли / The Life of Riley — Норман
- 1949 — Дочь Нептуна / Neptune’s Daughter — Люки Лазетт
- 1949 — Это происходит каждую весну / It Happens Every Spring — Менеджер Джимми Долан
- 1949 — Мистер Простак / Mr. Soft Touch — Рейни
- 1950 — Беглецы / The Outriders — Бай
- 1950 — Груз в Кейптаун / Cargo to Capetown — Рис
- 1950 — Три тайны / Three Secrets — Дель Принс
- 1951 — Насаждающий закон / The Enforcer — Джозеф Рико
- 1951 — Долина мести / Vengeance Valley — Херб Беккетт
- 1951 — Нью-Мексико / New Mexico — Акома, вождь индейцев
- 1951 — За стенами тюрьмы Фолсом / Inside the Walls of Folsom Prison — начальник тюрьмы Бен Рикки
- 1951 — Место под солнцем / A Place in the Sun — судья Р. С. Олдендорфф
- 1951 — Сумасшедший по лошадям / Crazy Over Horses — Дьюк
- 1952 — Капитан-пират / Captain Pirate — капитан Истерлинг
- 1952 — Дикарь / The Savage — Стальная грудь
- 1952 — Поворотная точка / The Turning Point — Хэрриган
- 1953 — Мужчина в темноте / Man in the Dark — Лефти
- 1953 — Скачи, Вакеро! / Ride, Vaquero! — шериф Паркер
- 1953 — Горячие новости / Hot News — Дино Риццо
- 1954 — Волна преступности / Crime Wave — Док Пенни
- 1954 — 20 000 льё под водой / 20000 Leagues Under the Sea — Капитан Фаррагу
- 1955 — Большой ансамбль / The Big Combo — Ральф Беттини
- 1955 — Чeловек c opyжием / Man with the Gun — Френчи Леско
- 1956 — Убийство / The Killing — Полицейский Рэнди Кеннан
- 1956 — Могавк / Mohawk — Вождь индейцев Кованен
- 1956 — Семья Кеттл в Озарке / The Kettles in the Ozarks — Профессор
- 1956 — Стальные джунгли / The Steel Jungle — Стив Мэдден
- 1956 — Оттенок алого / Slightly Scarlet — Соли Каспар, мафиози
- 1956 — Завоеватель / The Conqueror — Камлек
- 1956 — Потанцуй со мной, Генри / Dance with Me, Henry — Большой Фрэнк
- 1956 — Перестрелка в Абилине / Showdown at Abilene — Дэн Клавдиус
- 1957 — Это случилось в полночь / The Midnight Story — Лейтенант Килрейн
- 1957 — Лихие восьмидесятые / The Lawless Eighties — Грэт Бэндас
- 1957 — Перестрелка в О. К. Коррал / Gunfight at the O.K. Corral — Шанхацй Пирс
- 1957 — Сражение при Монтерее / Gun Battle at Monterey — Мэкс Рино
- 1957 — Джокер / The Joker Is Wild — Джорджи Паркер
- 1957 — Малыш Нельсон / Baby Face Nelson — Рокка
- 1957 — Человек в поисках / Man on the Prowl — Детектив
- 1958 — Осторожно / Handle with Care — Сэм Лоуренс
- 1958 — Флибустьер / The Buccaneer — Капитан Рамбо
- 1958 — Заколдованный остров / Enchanted Island — Капитан Вэнгс
- 1958 — Приключение в Южных морях / South Seas Adventure — Рассказчик (голос)
- 1959 — Внутри мафии / Inside the Mafia — Оджи Мартелло
- 1960 — Спартак / Spartacus — Легионер (в титрах не указан)
- 1960 — С террасы / From the Terrace — Мистер Ральф У. Бензингер
- 1960 — Петля для стрелка / Noose for a Gunman — Джек Кэнтрелл
- 1960 — Территория Оклахомы / Oklahoma Territory — Вождь Бизоний рог
- 1962 — Это просто деньги / It’s Only Money — Патрульный
- 1964 — Быстрое оружие / The Quick Gun — Спэнглер
- 1964 — Кровь на стреле / Blood on the Arrow — Джад
- 1965 — Денежная ловушка / The Money Trap — Капитан полиции (в титрах не указан)
- 1966 — Невада Смит / Nevada Smith — Хадсон, бармен
- 1967 — Пират его величества / The King’s Pirate — Капитан МакТиг
- 1968 — Пятикарточный покер / 5 Card Stud — Элдон Бейтс
- 1970 — Фактор Дельта / The Delta Factor — Эймс
- 1972 — Человек умер / Un homme est mort — Виктор

### Телесериалы
- 1952 — Витрина ювелира / Your Jeweler’s Showcase (2 эпизода)
- 1953 — Театр «Четыре звезды» / Four Star Playhouse (1 эпизод) — Баллоти
- 1953—1954 — Большой город / Big Town (2 эпизода)
- 1954 — Порт / Waterfront (3 эпизода) — Дэн Форд
- 1954 — Шоу Джорджа Бёрнса и Грэйси Аллен / The George Burns and Gracie Allen Show (1 эпизод) — Дэн Конрой
- 1954 — Одинокий волк / The Lone Wolf (1 эпизод) — Ангус Морган
- 1954 — Кавалькада Америки / Cavalcade of America (1 эпизод) — Солдат
- 1954 — Общественный защитник / Public Defender (1 эпизод)
- 1954—1955 — Агенты казначейства в действии / Treasury Men in Action (2 эпизода)
- 1954—1956 — Телетеатр звёзд «Шлитц» / Schlitz Playhouse of Stars (3 эпизода)
- 1955 — Паспорт в опасность / Passport to Danger (1 эпизод) — Джэн Сполни
- 1955 — Приключения Сокола / Adventures of the Falcon (2 эпизода)
- 1955 — Одинокий рейнджер / The Lone Ranger (1 эпизод) — Сэм Слейтер
- 1955 — Телевидение «Ридерс дайджест» / TV Reader’s Digest (1 эпизод) — Вик Томас
- 1955 — Сцена 7 / Stage 7 (1 эпизод) — Вик Келси
- 1955 — Человек со значком / The Man Behind the Badge (1 эпизод) — Капитан Джозеф Кресцио
- 1955 — Кисмет / Kismet (1 эпизод) — Младший офицер полиции
- 1955 — Джейн Уаймен представляет Театр у камина / Jane Wyman Presents The Fireside Theatre (1 эпизод) — Джереми
- 1955 — Видеотеатр «Люкс» / Lux Video Theatre (1 эпизод) — Роуборн
- 1955 — Театр научной фантастики / Science Fiction Theatre (2 эпизода)
- 1956 — Телефонное время / Telephone Time (1 эпизод) — Хэйс
- 1956 — Зал звёзд «Шеврон» / Chevron Hall of Stars (3 эпизода)
- 1956—1957 — Телевизионный театр «Форд» / The Ford Television Theatre (2 эпизода)
- 1956 — Истории бенгальских улан / Tales of the 77th Bengal Lancers (1 эпизод)
- 1956 — Патрульный / State Trooper (State Trooper) — Джэй О’Грэйди
- 1956 — Сломанная стрела / Broken Arrow (2 эпизода) — Картрайт
- 1956 — Приключения доктора Фу Манчу / The Adventures of Dr. Fu Manchu (1 эпизод) — Большой Сид Вестра
- 1956 — Конфликт / Conflict (1 эпизод) — Уиллис
- 1956 — «Уорнер бразерс» представляют / Warner Brothers Presents (1 эпизод)
- 1956 — Граница / Frontier (2 эпизода)
- 1956—1957 — Морской журнал / Navy Log (2 эпизода)
- 1956—1961 — Письмо Лоретте / Letter to Loretta (2 эпизода)
- 1957 — Код 3 / Code 3 (1 эпизод) — Шеф Харрисон
- 1957 — Свидание с ангелами / Date with the Angels (1 эпизод) — Чарли
- 1957 — Шоу Гейл Сторм: О! Сусанна / The Gale Storm Show: Oh! Susanna (1 эпизод)
- 1957 — Оставьте место для папы / Make Room for Daddy (1 эпизод) — Мистер Симмс
- 1957 — Солдаты удачи / Soldiers of Fortune (1 эпизод) — Сержант Айриш МакГвайр 1957 — Беспокойное оружие / The Restless Gun (1 эпизод) — Кэл Джейсон
- 1957 — Есть оружие — будет путешествие / Have Gun — Will Travel (1 эпизод) — Вождь Гарри Чёрная нога
- 1957 — Калифорнийцы / The Californians (1 эпизод) — Джейк Ривз
- 1957 — Приключения Джима Боуи / The Adventures of Jim Bowie (1 эпизод) — Коровий вождь
- 1957 — Кейси Джонс / Casey Jones (1 эпизод) — Вик Хоган
- 1957 — Истории Уэллс Фарго / Tales of Wells Fargo (1 эпизод) — Джон МакКлауд
- 1957—1958 — Официальный детектив / Official Detective (2 эпизода)
- 1957—1958 — Паника! / Panic! (2 эпизода)
- 1957—1959 — Театр «Дженерал электрик» / General Electric Theater (2 эпизода)
- 1957—1962 — Маверик / Maverick (3 эпизода)
- 1958 — 26 мужчин / 26 Men (2 эпизода)
- 1958 — Истории техасских рейнджеров / Tales of the Texas Rangers (1 эпизод)
- 1958 — Преследование / Trackdown (2 эпизода)
- 1958 — Стрелок / The Rifleman (1 эпизод) — Возчик
- 1958 — Джефферсон Драм / Jefferson Drum (1 эпизод) — Джим
- 1958 — Отряд М / M Squad (1 эпизод) — Карл Харрисон
- 1958 — Театр 90 / Playhouse 90 (1 эпизод) — Дженкинс
- 1958 — Зорро / Zorro (1 эпизод) — Эспиноза
- 1958 — Шоу Реда Скелтона / The Red Skelton Show (1 эпизод) — Грабитель банка
- 1958 — Майк Хаммер / Mike Hammer (1 эпизод) — Пэт, капитан полиции
- 1958 — Кульминация / Climax! (1 эпизод) — Большой Джо
- 1958 — Ричард Даймонд, частный детектив / Richard Diamond, Private Detective (1 эпизод) — Альберт Стюарт
- 1958—1959 — Костяная нога / Sugarfoot (2 эпизода)
- 1958—1959 — Морская охота / Sea Hunt (4 эпизода)
- 1958—1961 — На страже закона / Lawman (3 эпизода)
- 1959 — Мистер Лаки / Mr. Lucky (1 эпизод) — Рой Берг
- 1959 — Этот человек Доусон / This Man Dawson (1 эпизод)
- 1959 — Лихие годы / The Lawless Years (1 эпизод) — Капитан МакКлоски
- 1959 — Приграничный патруль / Border Patrol (1 эпизод) — Дик Морено
- 1959 — Бикон стрит, 21 / 21 Beacon Street (1 эпизод) — Карл Баррон
- 1959 — Суровые всадники / The Rough Riders (1 эпизод) — Кайл Хебер
- 1959 — Стив Каньон / Steve Canyon (5 эпизодов) — Шеф Хэдждорн
- 1959 — Приграничный доктор / Frontier Doctor (1 эпизод) — Чарли Брин
- 1959 — Театр Зейна Грэя / Zane Grey Theater (1 эпизод) — Адам Броу
- 1959 — Третий человек / The Third Man (1 эпизод) — Лэйф Экзистарриа
- 1959 — Отважное предприятие / Bold Venture (1 эпизод)
- 1959 — Всадники Маккензи / Mackenzie’s Raiders (1 эпизод) — Ричард Стоун
- 1959—1960 — Бэт Мастерсон / Bat Masterson (3 эпизода)
- 1959—1960 — Разыскивается живым или мёртвым / Wanted: Dead or Alive (2 эпизода)
- 1959—1960 — Маркэм / Markham (2 эпизода)
- 1959—1960 — Натянутый канат / Tightrope (2 эпизода)
- 1959—1961 — Альфред Хичкок представляет (2 эпизода)
- 1959—1962 — Неприкасаемые / The Untouchables (2 эпизода)
- 1959—1963 — Сансет стрип, 77 / 77 Sunset Strip (3 эпизода)
- 1959—1964 — Сумеречная зона / The Twilight Zone (2 эпизода)
- 1960 — Данте / Dante (1 эпизод) — Кейси
- 1960 — Речная лодка / Riverboat (1 эпизод) — Плотный мексиканский бандит
- 1960 — Интуиция / Insight (1 эпизод)
- 1960 — Шоу «Дюпон» с Джун Эллисон / The DuPont Show with June Allyson (1 эпизод) — Мистер Джадсон
- 1960 — Лучшее от «Пост» / The Best of the Post (1 эпизод) — Хёрлок
- 1960 — Отец-холостяк / Bachelor Father (1 эпизод) — Майк Паппас
- 1960 — Питер Ганн / Peter Gunn (1 эпизод) — Кёртис Брандт
- 1960 — Тэйт / Tate (1 эпизод) — Джон Бартон
- 1960 — Самый медленный стрелок на Западе / The Slowest Gun in the West (1 эпизод) — Чёрный Барт
- 1960 — Закон жителя равнин / Law of the Plainsman (1 эпизод) — Берт Колб
- 1960 — Джонни Стаккато / Johnny Staccato (1 эпизод) — Эл Донован
- 1960 — Дробовик Слейд / Shotgun Slade (2 эпизода)
- 1960—1961 — Книга историй Ширли Темпл / Shirley Temple’s Storybook (2 эпизода)
- 1960—1961 — Ларами / Laramie (2 эпизода)
- 1960—1962 — Сёрфсайд, 6 / Surfside 6 (2 эпизода)
- 1960—1964 — Сыромятная плеть / Rawhide (6 эпизодов)
- 1961 — Помощник шерифа / The Deputy (1 эпизод) — Слейд Блэтнер
- 1961 — Триллер / Thriller (1 эпизод) — Комиссар Патнэм
- 1961 — Таллахасси 7000 / Tallahassee 7000 (1 эпизод) — Мило
- 1961 — Приключения в раю / Adventures in Paradise (1 эпизод) — Большой Эд Броуди
- 1961 — Шоссе 66 / Route 66 (1 эпизод) — Игрок в покер
- 1961—1962 — Сотня Кэйна / Cain’s Hundred (3 эпизода)
- 1962 — Святые и грешники / Saints and Sinners (1 эпизод) — Фредерикс
- 1962 — Шоу Дика Пауэлла / The Dick Powell Show (1 эпизод) — Охранник
- 1962 — 87-й участок / 87th Precinct (1 эпизод) — Джон Бродек
- 1962 — Марджи / Margie (1 эпизод) — Хёрлбатт
- 1962—1963 — Широкий край / Wide Country (3 эпизода)
- 1962—1966 — Дымок из ствола / Gunsmoke (2 эпизода)
- 1963 — Дакота / The Dakotas (1 эпизод) — Винтерс
- 1963 — Стоуни Бёрк / Stoney Burke (2 эпизода)
- 1963—1964 — За гранью возможного / The Outer Limits (3 эпизода)
- 1964 — Бен Кейси / Ben Casey (1 эпизод) — Мистер Арнольд
- 1964 — Театр саспенса «Крафт» / Kraft Suspense Theatre (1 эпизод) — Майк Серра
- 1964 — Доктор Килдэйр / Dr. Kildare (1 эпизод) — Мистер Свенсон
- 1964 — Час Альфреда Хичкока / The Alfred Hitchcock Hour (1 эпизод) — Херли
- 1964—1966 — Перри Мейсон / Perry Mason (3 эпизода)
- 1965 — Профили отваги / Profiles in Courage (1 эпизод) — Генерал Рэмзи
- 1965 — Путешествие на морское дно / Voyage to the Bottom of the Sea (1 эпизод) — Иностранный генерал
- 1965—1969 — Дэниэл Бун / Daniel Boone (4 эпизода)
- 1966 — Железный конь / Iron Horse (1 эпизод) — Фостер
- 1966 — Джерихо / Jericho (1 эпизод)
- 1966 — Человек из АНКЛ / The Man from U.N.C.L.E. (1 эпизод) — Шеф Хайклауд
- 1966 — Дни в Долине смерти / Death Valley Days (1 эпизод) — Джим Дженнет
- 1966 — Я мечтаю о Джинни / I Dream of Jeannie (2 эпизода)
- 1966—1967 — Напряги извилины / Get Smart (2 эпизода)
- 1967 — Зелёные акры / Green Acres (1 эпизод) — Мистер Граймс
- 1967 — Семья Фишеров / The Fisher Family (1 эпизод) — Эд Крокер
- 1967 — Ранго / Rango (1 эпизод)
- 1967—1968 — Манкиз / The Monkees (телесериал, 2 эпизода)
- 1968 — Новые приключения Геккельберри Финна / The New Adventures of Huckleberry Finn (3 эпизода)
- 1969 — Изгои / The Outcasts (1 эпизод) — Шериф
- 1969 — Дикий дикий запад / The Wild Wild West (2 эпизода)
- 1969 — Оружие Уилла Соннетта / The Guns of Will Sonnett (1 эпизод) — Шериф
- 1970 — Высокий кустарник / The High Chaparral (1 эпизод) — Тупой нож
- 1970 — Мэнникс / Mannix (1 эпизод) — Уильям Лэйвор
- 1972 — Партнёры / The Partners (1 эпизод) — Виктор Мэнхейм